# 宮入庄太
宮入 庄太（みやいり しょうた、1917年4月25日 - 1999年2月19日）は、日本の電気工学者。東京工業大学名誉教授。元東京電機大学総合研究所長。元電気学会会長。

## 人物・経歴
長野県埴科郡戸倉村（現千曲市）生まれ。旧制屋代中学（長野県屋代高等学校）を経て、1945年東京工業大学電気工学科卒業。1957年工学博士。信州大学助教授、東京工業大学助教授を経て、1960年東京工業大学教授。1966年電気学術振興賞著作賞受賞。1978年東京工業大学定年退官、東京工業大学名誉教授。1981年電気学会会長。1982年東京電機大学総合研究所長。1984年東京電機大学工学部長。IEEE Fellow。

## 著書
- 『電気機械演習』共立出版社 1952年
- 『電気機器』実教出版 1963年
- 『エネルギー変換工学入門』丸善 1963年
- 『大学講座最新電気機器学』丸善 1967年
- 『精解演習電気機器学』広川書店 1969年
- 『大学講義 電気・機械エネルギー変換工学』丸善 1976年
- 『最新電気機器学大学講義』丸善 1979年